# 本神戸肉森谷商店
株式会社本神戸肉森谷商店（ほんこうべにくもりやしょうてん）は、兵庫県神戸市中央区元町通1丁目に本店を置く神戸ビーフ（神戸牛）を扱う1873年（明治6年）創業の老舗精肉店である。

## 概要
神戸ビーフの販売に加え仔牛の生産牧場から肥育牧場までの直営牧場を所有するなど、仔牛の生産から肥育・販売までの一貫した生産体制を築く。
2016年1月、広島銀行との間で牧場で飼育している牛を担保としたコミットメントライン契約を3年間の条件で締結した。牛を動産担保融資とするのは広島銀行では初めてという。資金調達は牛の飼育や販売拡充などが目的と報じられた。
店頭で販売されているコロッケは2021年時点で60年以上の歴史があり、購入者の行列ができる人気商品（1日2000個販売）とされる。